# Carlo Gaudenzio Madruzzo

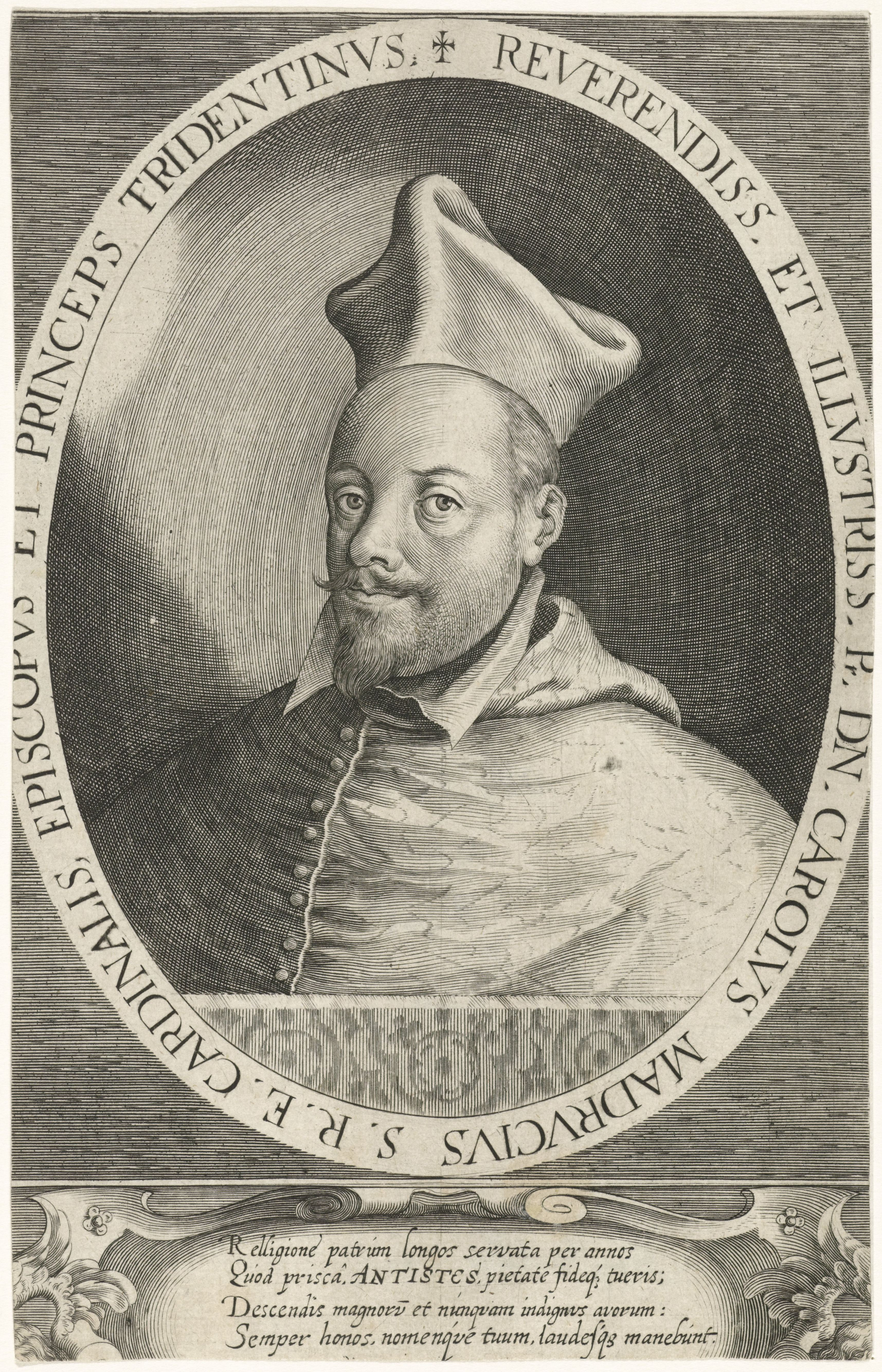
Carlo Gaudenzio Kardinal Madruzzo (Porträtstich von Aegidius Sadeler (II), 1. Drittel 17. Jh.)

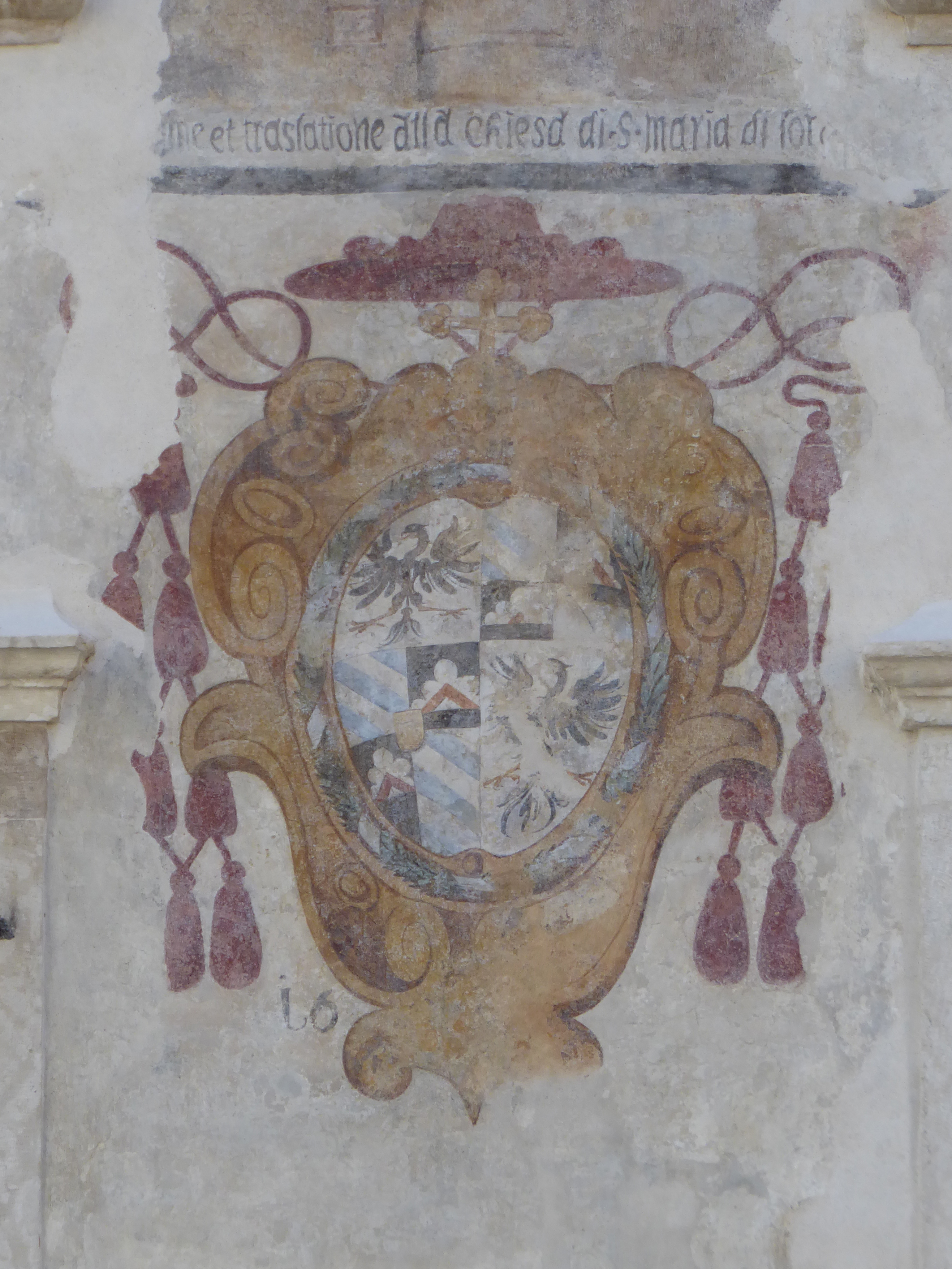
Madruzzos Kardinalswappen (Trient, Casa Niccolini, 17. Jh.)

Carlo Gaudenzio Madruzzo (dt. Karl Gaudenz Freiherr von Madrutz) (* 1562 in Issogne, Valle d’Aosta (Italien); † 14. August 1629 in Rom) war Fürstbischof von Trient und Kardinal.

## Leben
Madruzzo entstammte einer alteingesessenen Familie von Politikern und Kirchenfürsten. Er war ein Sohn von Giovanni Frederico Madruzzo (1535–1586) und seiner Ehefrau Isabelle de Challant (1531–1596). Er war der Neffe des Kardinals Giovanni Ludovico Madruzzo (1532–1600), dem Fürstbischof von Trient und Großneffe des Kardinals Cristoforo Madruzzo (1512–1578).
Er studierte von 1577 bis 1582 Philosophie am Jesuitenkolleg in Ingolstadt und 1584 bis 1586 Rechtswissenschaft in Pavia. Er lebte im Gefolge seines Onkels, des Kardinals Giovanni Ludovico di Madruzzo und begleitete diesen 1582 zum Reichstag nach Augsburg und 1594 zum Reichstag nach Regensburg.
Am 23. Oktober 1595 ernannte ihn Papst Clemens VIII. zum Koadjutorbischof seines Onkels Giovanni Ludovico di Madruzzo. Konsekriert wurde er am 11. Februar 1596 durch Jacopo Roveglio (Rovelli) dem Bischof von Feltre. Mitkonsekratoren waren Sebastian Cattaneo OP, der Bischof von Chiemsee und Alberto Valier, der Titularbischof von Famagusta. Am 2. April 1600 wurde er Fürstbischof von Trient.
Im Konsistorium vom 9. Juni 1604 wurde er von Papst Clemens VIII. zum Kardinal kreiert. Am 20. Juni 1605 erhielt er als Kardinalpriester den „Kardinalspurpur“ (roter Galero (Kardinalshut), Cappa magna und Pelz-Mozetta), als Titelkirche wurde ihm San Tommaso in Parione verliehen. 1616 erhielt er San Cesareo in Palatio und am 2. März 1626 San Lorenzo in Lucina als Titelkirche. Er war Teilnehmer am Konklave März/April 1605 zur Wahl von Papst Leo XI. der nach 17 Tagen verstarb. Im Konklave vom Mai 1605 wählte er Kardinal Camillo Borghese zum Papst Paul V. Im Konklave vom Februar 1621 wählte er Kardinal Alessandro Ludovisi zum Papst Gregor XV. und am 6. August 1623 Kardinal Maffeo Barberini zum Papst Urban VIII. Am 16. September 1626 wurde er Kardinalbischof des Suburbikarischen Bistums der Sabina.
Er starb am 14. August 1629 und wurde in der Kapelle S. Onofrio der römischen Kirche Santa Maria dell’Anima beigesetzt. Sein Nachfolger als Fürstbischof von Trient wurde sein Neffe Carlo Emanuele Madruzzo.